# ديفيد دبليو. بارون
ديفيد دبليو. بارون (بالإنجليزية: David W. Barron)‏ هو عالم حاسوب بريطاني، ولد في 9 يناير 1935، وتوفي في 2 يناير 2012 في ساوثهامبتون في المملكة المتحدة.